# Прантнер, Лео
Лео Прантнер (итал. Leo Prantner; род. 24 ноября 2001, Мерано, Трентино-Альто-Адидже) — итальянский гандболист, выступающий за немецкий клуб «Балинген» и сборную Италии по гандболу.

## Карьера

#### Клубная
Прантнер начал играть в гандбол в своем родном Мерано. В 2018 году переехал в Германию в Академию гандбола Фленсбург-Хандевитт. Через год вернулся на родину и снова играл за «Мерано».
В 2021 году подписал контракт с испанским клубом первого дивизиона «Балонмано Куэнка» и стал играть в испанском чемпионате.
Вернулся в Германию летом 2023 года заключил соглашение с «Балингеном», получившим повышение в Бундеслигу. В марте 2024 года был травмирован, получил разрыв крестообразной связки. В конце сезона 2023/2024 годов его клуб вылетел во 2-ю Бундеслигу.

#### Сборная
Прантнер приглашается в состав сборной Италии с 2021 года. В составе национальной команды участвовал в Средиземноморских играх 2022, где Италия заняла 7-е место.
После длительного отсутствия сборная Италии квалифицировалась на чемпионат мира 2025 года, Прантнер был включён в состав команды. В первом же матче против Туниса стал самым результативным игроком и забил 10 голов.